# Hanna Lindblad
Hanna Lindblad (Motala, 13 oktober 1980), is een Zweeds zangeres. Na een studie muziek op de Hammar High School in Sandviken, Ging Lindblad naar de Balettakademien in Göteborg, daar studeerde ze af in 2000.
Ze was genomineerd voor een Guldmasken voor haar rol in Saturday Night Fever. In 2010 deed ze mee aan de 2e halve finale van Melodifestivalen 2010 gehouden in Sandviken daar werd ze vijfde met haar lied Manipulated.
In 2012 deed ze op nieuw mee aan Melodifestivalen met het lied Goosebumps trad ze aan in de vierde halve finale hierin werd Lindblad 7de.

## Podiumproducties
- A Hollywood Tribute SHOWBUSINESS in het Grand Hôtel en Oscarsteatern
- Saturday Night Fever
- Singin' in the Rain in het Oscarsteatern
- A Chorus Line
- The Sound of Music
- Skönheten och Odjuret

## Televisieshows
- Sing a long (2007)
- Så ska det låta (2007)
- Doobidoo (2008)
- Doobidoo (2009)
- Melodifestivalen 2010
- Melodifestivalen 2012

## Ander werk
- Rhapsody in Rock (2007)